# Franz Meußdoerffer (Biochemiker)
Franz Georg Meußdoerffer (* 6. April 1949 in Kulmbach; † 9. August 2019 in Breitbrunn am Chiemsee) war ein deutscher Biochemiker und Hochschullehrer.

## Leben
Meußdoerffer entstammte einer fränkischen Brauer- und Mälzerfamilie, sein Vater war der Unternehmer Franz Erich Meußdoerffer (1918–2004).
Er studierte nach dem Abitur 1967 bis 1974 Chemie an der TH Aachen und promovierte am Biochemischen Institut der Universität Freiburg. 1978 ging er für zwei Jahre in die USA. Von 1982 bis 1986 war er Oberassistent am Institut für Biotechnologie an der ETH Zürich fort. Von 1986 bis 1991 arbeitete er für den Henkel-Konzern. Seit 1991 ist er Geschäftsführender Gesellschafter der Mälzerei Kulmbach, die 1852 von seinem Ururgroßvater Johann Georg Meußdoerffer (1824–1878) gegründet wurde (heute Teil der Kulmbacher Brauerei). 1989 folgte seine Habilitation. Ab 1996 war er apl. Professor in Dortmund.
Seit 2003 hielt er Vorlesungen zur Geschichte des Bierbrauens am TUM-Campus Internationales Getränkewissenschaftliches Zentrum Weihenstephan bzw. an dessen Vorgänger.
Seit 2009 leitete er die Arbeitsgruppe Bioanalytik der Forschungsstelle für Nahrungsmittelqualität am Standort Kulmbach der Universität Bayreuth.
Meußdoerffer starb im August 2019 im Alter von 70 Jahren.

## Veröffentlichungen
- Untersuchungen über Inhibitoren der Proteinase A aus Hefe. Freiburg (Breisgau) 1978, DNB 790909324 (Dissertation, Universität Freiburg).
- A Comprehensive History of Beer Brewing. In: Handbook of Brewing: Processes, Technology, Markets. Ed. by H. M. Eßlinger. Weinheim 2009. ISBN 978-3-527-31674-8
- Ulrich Wirz, Franz G. Meußdoerffer (Hrsg.): Rund um die Plassenburg: Studien zur Geschichte der Stadt Kulmbach und ihrer Burg. Freunde der Plassenburg e.V., Kulmbach 2003, ISBN 3-925162-21-6.
- mit Martin Zarnkow: Das Bier – Eine Geschichte von Hopfen und Malz. C. H. Beck-Verlag: München 2014; 2., durchgesehene Auflage 2016